# Belleville-sur-Meuse
Belleville-sur-Meuse ist eine französische Gemeinde mit 3023 Einwohnern (Stand: 1. Januar 2022) im Département Meuse in der Region Grand Est (bis 2015 Lothringen). Sie liegt im Arrondissement Verdun und im Kanton Belleville-sur-Meuse. Die Einwohner werden Bellevillois(es) genannt.

## Geografie
Belleville-sur-Meuse ist eine banlieue im Norden von Verdun am Fluss Maas (frz.: Meuse). Umgeben wird Belleville-sur-Meuse von den Nachbargemeinden Charny-sur-Meuse im Nordwesten und Norden, Bras-sur-Meuse im Norden, Fleury-devant-Douaumont im Nordosten, Eix im Osten, Verdun im Süden sowie Thierville-sur-Meuse im Westen.

## Bevölkerungsentwicklung
| Jahr      | 1962 | 1968 | 1975 | 1982 | 1990 | 1999 | 2006 | 2011 | 2019 |
| Einwohner | 3030 | 3408 | 3060 | 2729 | 3163 | 3137 | 3058 | 3215 | 3040 |

## Sehenswürdigkeiten
- Kirche Saint-Sébastien
- Fort de Belleville
- Fort du Saint-Michel

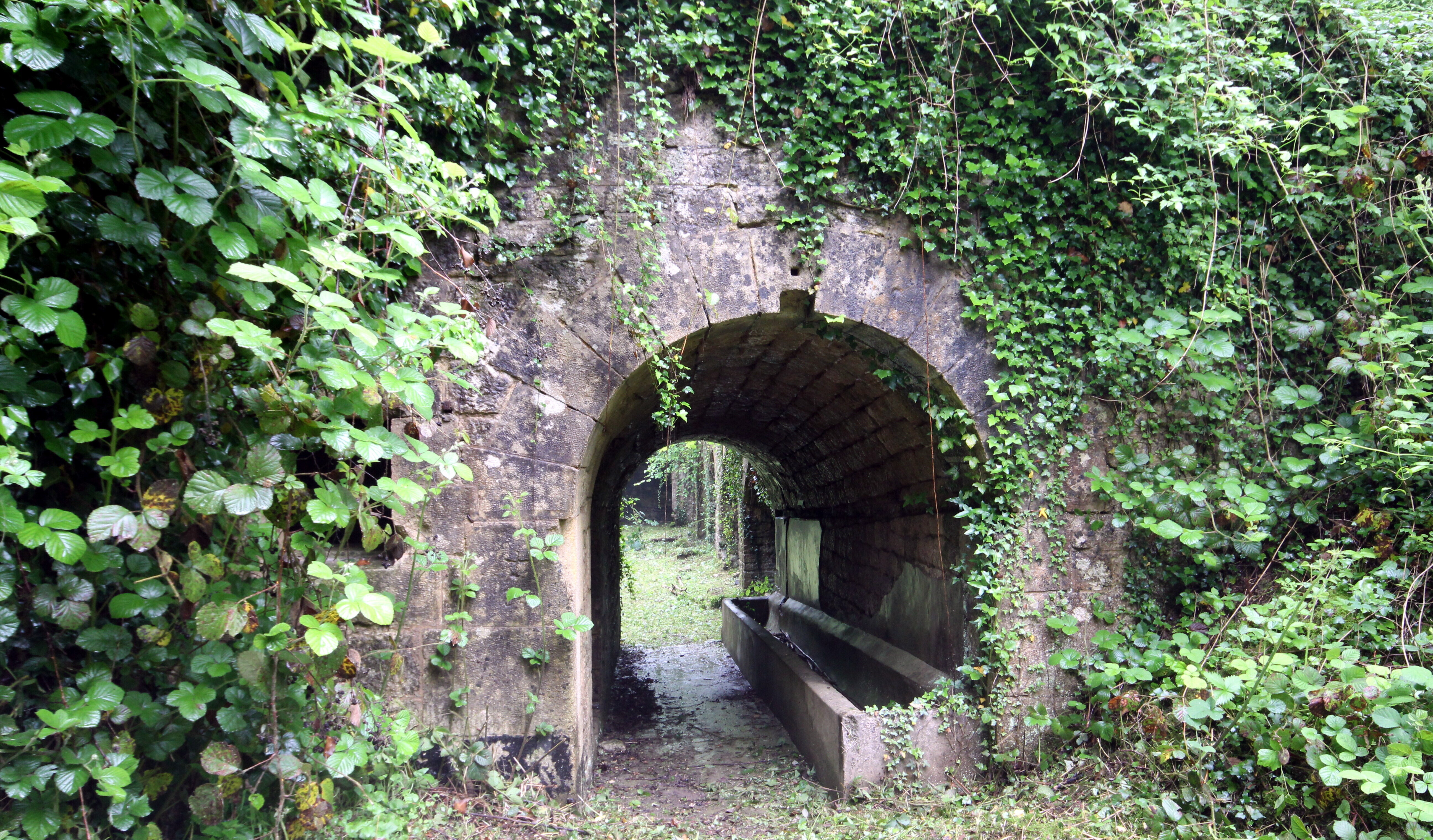
Reste des Forts Belleville
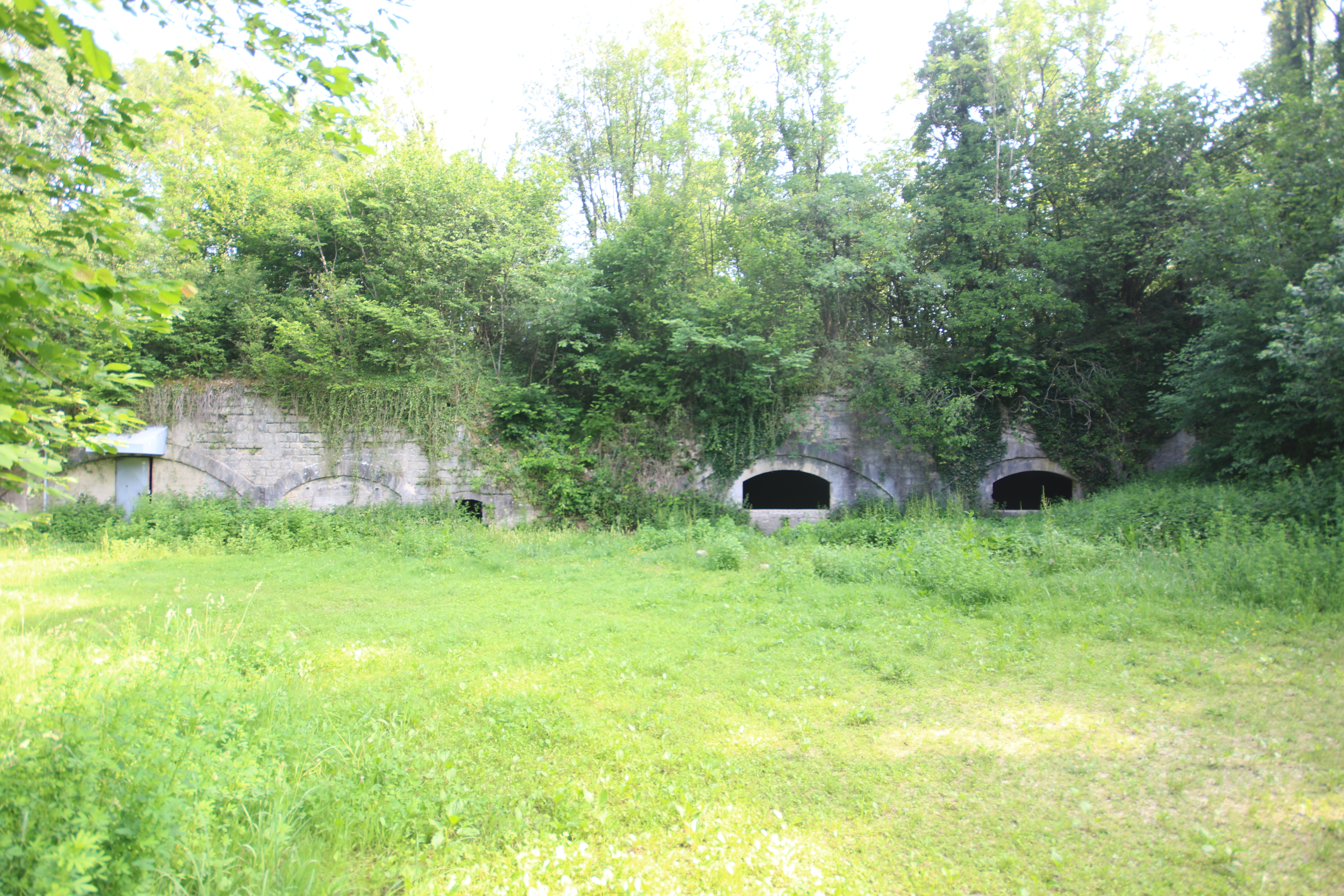
Reste des Forts Saint-Michel